# Bad Tölz
Bad Tölz, o semplicemente Tölz (in bavarese Däiz), è una città tedesca situata nel land della Baviera; è capoluogo del circondario di Bad Tölz-Wolfratshausen. Qua nacque il letterato Hans Carossa.

## Geografia
Situata sulle rive dell'Isar circa 50 km a sud di Monaco di Baviera, è nota per il caratteristico centro cittadino con svariati edifici in stile barocco e per la vicinanza con le Alpi.

## Amministrazione

### Gemellaggi
- Mayrhofen
- San Giuliano Terme, dal 2003
- Vichy, dal 1963
- Bad Homburg
- Bad Gottleuba-Berggießhübel
- Mondorf-les-Bains